# Кунчурукский сельсовет
Кунчурукский сельсовет — сельское поселение в Болотнинском районе Новосибирской области Российской Федерации.
Административный центр — село Кунчурук.

## История
Статус и границы сельского поселения установлены Законом Новосибирской области от 2 июня 2004 года № 200-ОЗ «О статусе и границах муниципальных образований Новосибирской области»

## Население
| 2002 | 2010 | 2012 | 2013 | 2014 | 2015 | 2016 |
| ---- | ---- | ---- | ---- | ---- | ---- | ---- |
| 517  | ↘465 | ↘458 | ↘446 | ↘442 | ↘426 | ↘417 |
| 2017 | 2018 | 2019 | 2020 | 2021 |      |      |
| ↗419 | ↗427 | ↘401 | ↘390 | ↘386 |      |      |

## Состав сельского поселения
| № | Населённый пункт | Тип населённого пункта       | Население |
| - | ---------------- | ---------------------------- | --------- |
| 1 | Кунчурук         | село, административный центр | ↗465      |
| 2 | Кустово          | деревня                      | ↘0        |
| 3 | Рыбкинск         | деревня                      | →0        |

### Упразднённые населённые пункты
- Соловьёвка — упразднённая в 1971 году деревня.
- Горбуновка (Новосибирская область) — упразднённая в 1971 году деревня.
- Малочёрное — упразднённая в 1971 году деревня.
- Медведка (Новосибирская область) — упразднённая в 1971 году деревня.
- Морозовка (Болотнинский район) — упразднённая в 1971 году деревня.
- Любомировка (Новосибирская область) — упразднённая в 1973 году деревня.
- Красная (Новосибирская область) — упразднённая в 1973 году деревня.
- Ближний (Новосибирская область) — упразднённая в 1977 году деревня.
- Кривозёровка (Новосибирская область) — упразднённая в 1985 году деревня.
- Крутая (Новосибирская область) — упразднённая в 1968 году деревня.